# Tomoe Gozen
Tomoe Gozen ( 巴御前? , 1157 - 1184) foi uma das poucas guerreiras Samurai, Onna-bugeisha, na História do Japão, durante as Guerras Genpei(1180 - 1185) no final do Período Heian. 

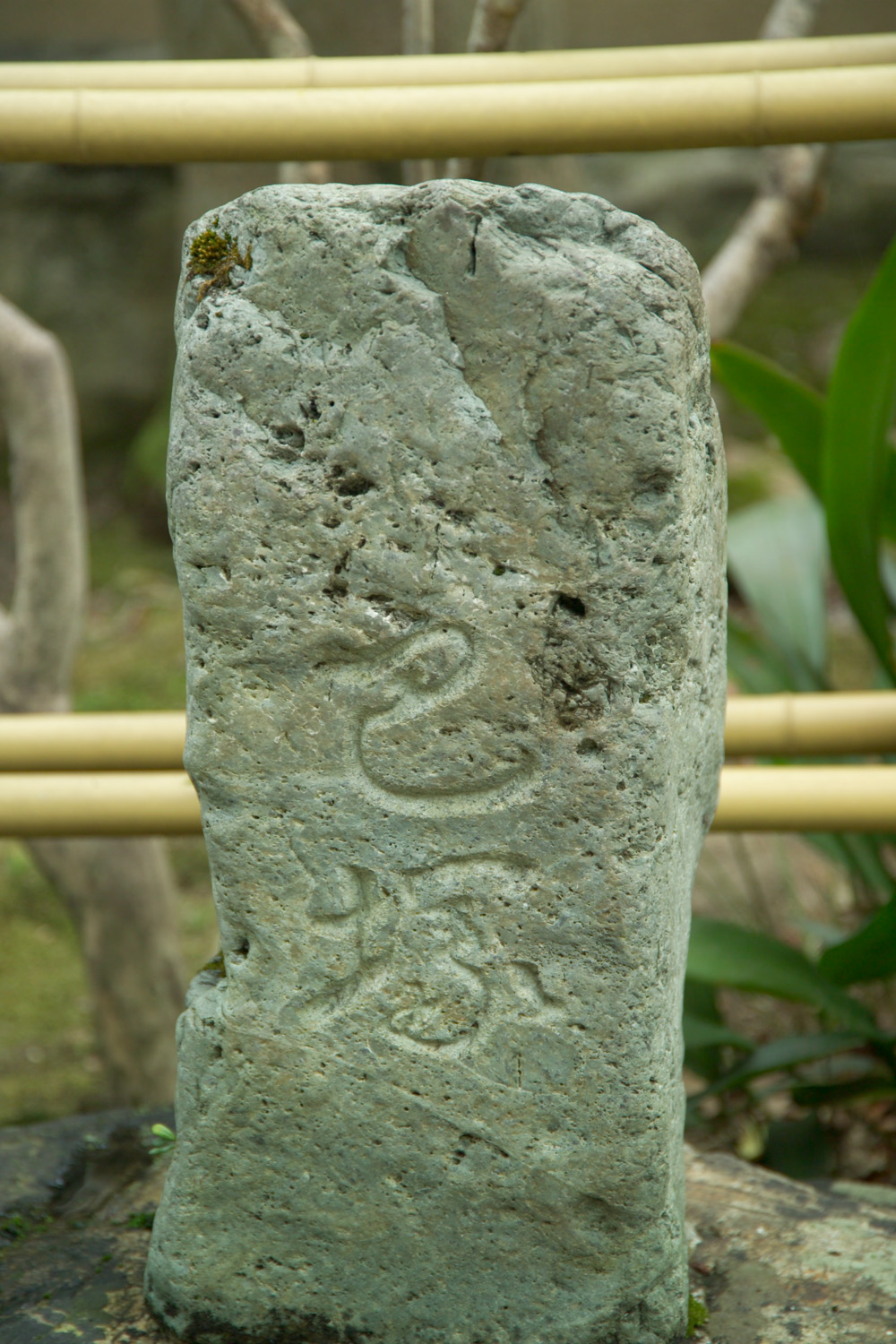
Memorial a Tomoe em Gichū-ji, Ōtsu, Província de Shiga.

## História
Estima-se que Tomoe (que significa Círculo Perfeito) nasceu por volta do ano 1157 em uma família de samurais, assim, como de costume, todas as mulheres de sua família foram treinados no manuseio da naginata, necessário para proteger a casa.
Tomoe lutou nas Guerras Genpei, um confronto entre clãs Taira e Minamoto, que durou cinco anos. Em 1184 tomou Kyoto depois de vencer a Batalha de Kurikara. Quando finalmente o Clã Minamoto venceu, seu marido Minamoto no Yoshinaka foi acusado de conspiração pelo Shogun Kamakura, Minamoto no Yoritomo, o que levou o imperador a declará-lo um inimigo do Estado e pedindo sua cabeça. Segundo algumas fontes, Tomoe morreu na Batalha de Awazu, em 1184, onde seu marido morreu. No entanto, o Heike Monogatari diz que Tomoe não foi apenas uma dos cinco  do Clã Kiso que estavam vivos no final da batalha, mas também explica que Tomoe não era esposa Yoshinaka, mas apenas fazia parte de seu Estado Maior . Outras fontes afirmam que Tomoe foi derrotada por Wada Yoshimori e que mais tarde o tomou como sua esposa, e que depois da morte deste tornou-se uma freira . 
Nunca foi verificada a autenticidade da existência de Tomoe, exceto pelo que está escrito no Heike Monogatari. Apesar de que, o túmulo de sua pagem Yamabuki Gozen foi encontrado, assim como maioria dos eventos narrados no Heike Monogatari são considerados verdadeiros pelos historiadores .

### Heike Monogatari
De acordo com o Heike Monogatari Tomoe era especialmente bonita, de pele branca, cabelos longos e belos traços. Também era uma excelente arqueira, e com uma espada era uma guerreira que valia por mil, pronta para enfrentar um demônio ou um deus, a cavalo ou a pé. Domava cavalos selvagens com grande habilidade; cavalgou através de encostas perigosas, sem nenhum arranhão. Sempre que uma batalha era iminente, Yoshinaka a enviava como sua primeira capitã, equipada com uma armadura pesada, uma grande espada e um arco poderoso, e era mais corajosa do que qualquer um de seus outros guerreiros  .

### Gozen
A palavra Gozen não é um nome, mas um título honorífico que foi concedido em sua maioria a mulheres, mas também alguns homens. Pode ser traduzido como Honorável .